# Tourismusverband Franken
Der Tourismusverband Franken e. V. ist ein 1904 gegründeter Dachverband als Interessenverband für die Tourismusbranche in Franken.

## Aufgaben
Als regionaler Tourismusverband in Bayern zählt er über 700 Mitglieder und umfasst eine Fläche von mehr als 30.000 Quadratkilometern. Das Verbandsgebiet untergliedert sich in 16 Tourismusgebiete, die auf der Grundlage von landschaftsbezogenen Gegebenheiten definiert sind.
Der Verband wirbt als Dachorganisation des fränkischen Tourismus für die Steigerung von Übernachtungs- und Tagestourismus in Franken u. a. unter den dafür üblichen Gesichtspunkten Erholungs- und Gesundheitstourismus sowie Städte- und Kulturtourismus. Dies beinhaltet auch die Steigerung der Qualität sowie die Ausrichtung auf einen nachhaltigen, zukunftsfähigen Tourismus. In diesem Zusammenhang gehören u. a. Marketing, Marktforschung, Qualitätsoffensiven, die Abwicklung von Förderprogrammen sowie die Interessenvertretung, Beratung und Betreuung der Verbandsmitglieder zu den Aufgabenfeldern. Weitere Bereiche der Verbandsarbeit sind die Profilierung in einem gesamtbayerischen Tourismusbild, die Sicherung der nachhaltigen Finanzierbarkeit der Tourismusarbeit, Netzwerkaktivitäten sowie die Qualitätssteigerung.

## Gebiete
| Tourismusgebiet       | Ankünfte gesamt | Übernachtungen |
| --------------------- | --------------- | -------------- |
| Coburg-Rennsteig      | 240.103         | 808.916        |
| Fichtelgebirge        | 571.909         | 1.431.317      |
| Frankenwald           | 249.436         | 749.834        |
| Fränkische Schweiz    | 388.832         | 965.897        |
| Fränkisches Seenland  | 370.265         | 1.203.171      |
| Fränkisches Weinland  | 1.214.715       | 2.317.875      |
| Haßberge              | 101.650         | 289.106        |
| Liebliches Taubertal  | 293.424         | 946.998        |
| Naturpark Altmühltal  | 662.338         | 1.339.678      |
| Nürnberger Land       | 197.370         | 376.797        |
| Obermain-Jura         | 198.042         | 627.250        |
| Rhön                  | 548.734         | 2.574.194      |
| Romantisches Franken  | 765.116         | 1.607.467      |
| Spessart-Mainland     | 742.066         | 2.029.109      |
| Städetregion Nürnberg | 2.114.382       | 4.076.115      |
| Steigerwald           | 823.647         | 1.936.713      |